# KBC Night of Athletics 2011
KBC Night of Athletics 2011 – mityng lekkoatletyczny, który odbył się 16 lipca w belgijskim Heusden-Zolder. Zawody znalazły się w kalendarzu European Athletics Outdoor Premium Meetings  – cyklu najważniejszych mityngów organizowanych pod egidą Europejskiego Stowarzyszenia Lekkoatletycznego.

## Rezultaty

### Mężczyźni
| Konkurencja:                  | 1. miejsce                                                               | Rezultat | 2. miejsce                                                                              | Rezultat | 3. miejsce                                                                            | Rezultat |
| Bieg na 800 m                 | Anthony Chemut                                                           | 1:45,74  | Tyler Mulder                                                                            | 1:46,05  | Luis Alberto Marco                                                                    | 1:47,19  |
| Bieg na 800 m (U-23)          | Thobias Ekhamre                                                          | 1:50,60  | Brecht Bertels                                                                          | 1:50,87  | Nick Jensen                                                                           | 1:50,88  |
| Bieg na 3000 m z przeszkodami | Ben Bruce                                                                | 8:26,16  | Yuri Floriani                                                                           | 8:28,64  | Kyle Alcorn                                                                           | 8:29,68  |
| Bieg na 400 m przez płotki    | Cornel Fredericks                                                        | 49,25    | Isa Phillips                                                                            | 50,04    | Heni Kechi                                                                            | 50,22    |
| Trójskok                      | Henry Frayne                                                             | 16,75    | Yochai Halevi                                                                           | 16,67    | Yevhen Semenenko                                                                      | 16,50    |
| Sztafeta 4 x 400 m            | Belgia · Nils Duerinck · Jonathan Borlée · Antoine Gillet · Kévin Borlée | 3:02,81  | Południowa Afryka · Shaun de Jager · Willem de Beer · Sibusiso Sishi · Ofentse Mogawane | 3:03,37  | Botswana · Thapelo Ketlogetswe · Obakeng Ngwigwa · Zacharia Kamberuka · Isaac Makwala | 3:04,39  |

### Kobiety
| Konkurencja:         | 1. miejsce               | Rezultat | 2. miejsce        | Rezultat | 3. miejsce         | Rezultat |
| Bieg na 100 m        | Debbie Ferguson McKenzie | 11,15    | Barbara Pierre    | 11,18    | Gloria Asumnu      | 11,25    |
| Bieg na 800 m (U-23) | Jessica Smith            | 2:05,53  | Helen Crofts      | 2:05,54  | Marlies Manders    | 2:06,01  |
| Bieg na 5000 m       | Almensch Belete          | 15:09,71 | Genet Ayalew      | 15:10,45 | Waganesh Mekasha   | 15:11,50 |
| Skok o tyczce        | Jelena Isinbajewa        | 4,60     | Carolin Hingst    | 4,60     | Kristina Gadschiew | 4,50     |
| Rzut dyskiem         | Stephanie Brown Trafton  | 57,84    | Joanna Wiśniewska | 56,86    | Sabine Rumpf       | 56,46    |